# 紀元前44年
紀元前44年（きげんぜん44ねん）。

## 他の紀年法
- 干支 : 丁丑
- 日本
  - 崇神天皇54年
  - 皇紀617年
- 中国
  - 前漢 : 初元5年
- 朝鮮
  - 新羅 : 赫居世14年
  - 檀紀2290年
- 仏滅紀元 : 500年
- ユダヤ暦 : 3717年 - 3718年

## できごと

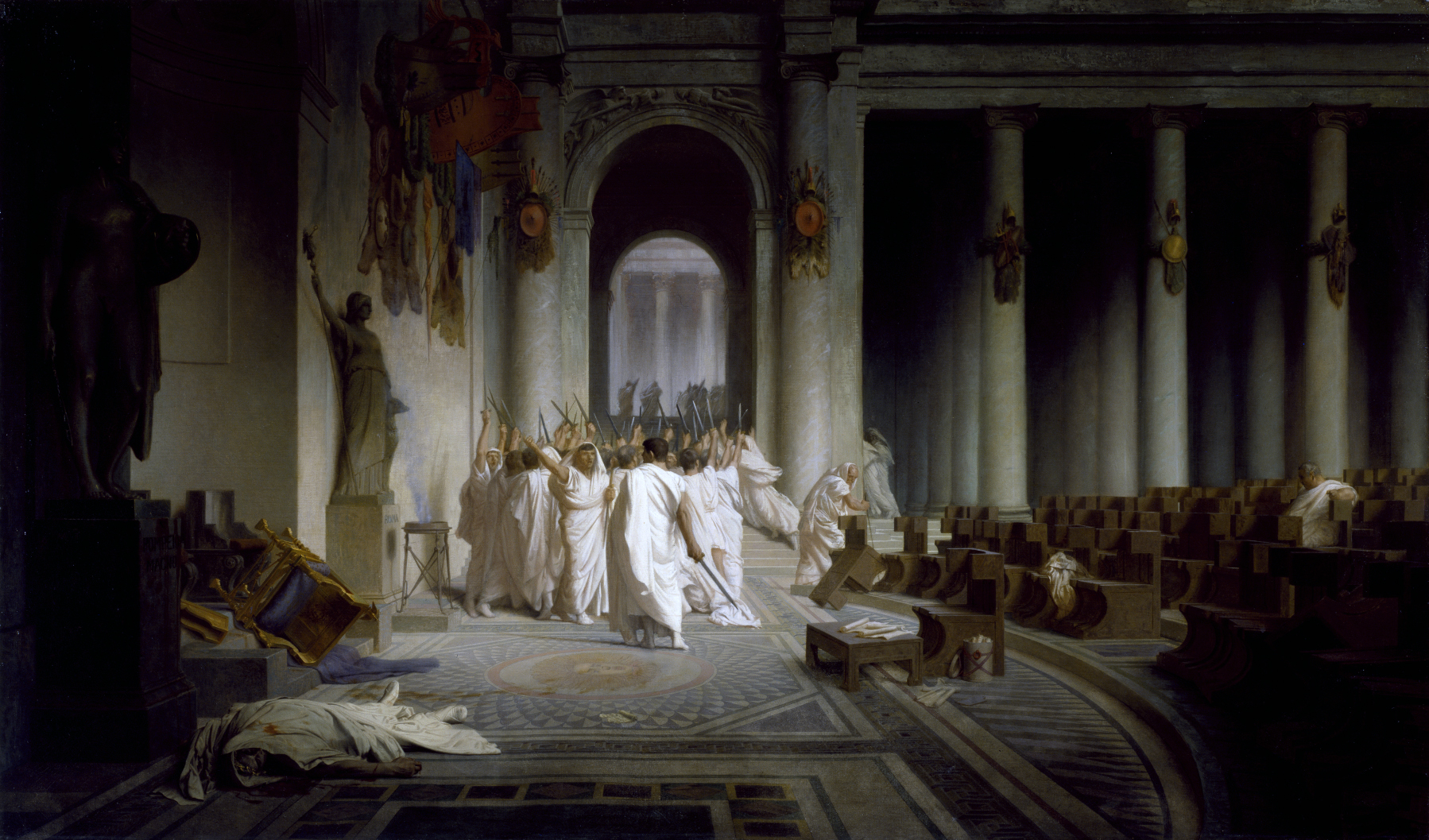
『カエサル暗殺』(La Mort de César) フランス人画家ジャン＝レオン・ジェロームによる1867年の作

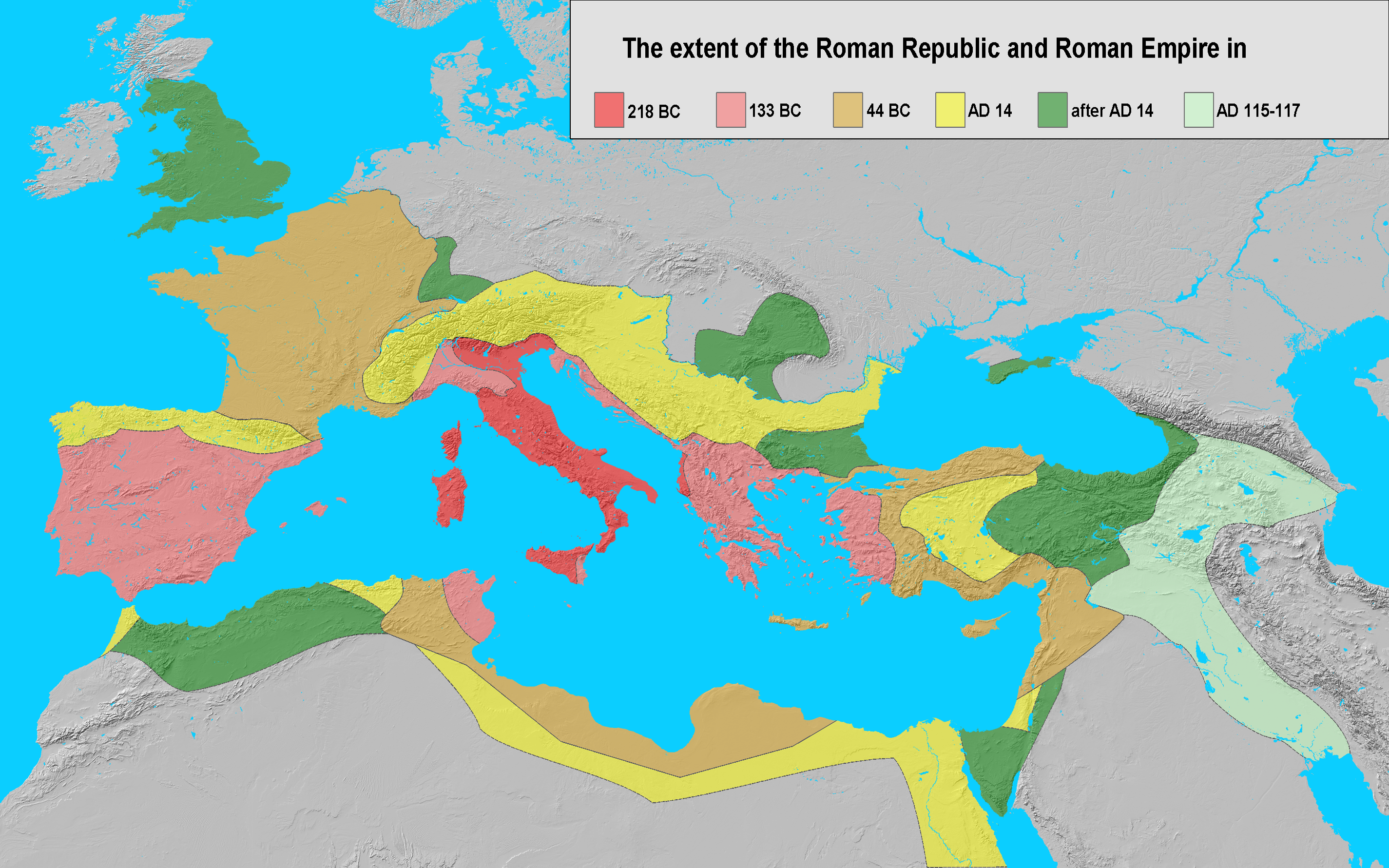
紀元前44年頃のローマ共和国

### ローマ
- 執政官 - ガイウス・ユリウス・カエサル、マルクス・アントニウス
- 1月 - カエサルがパルティア遠征を公式発表する。
- 2月 - カエサルが終身独裁官に就任する。
- 3月15日 - カエサルがガイウス・カッシウス・ロンギヌス、マルクス・ユニウス・ブルートゥス、デキムス・ユニウス・ブルートゥスらを含む元老院派に暗殺（英語版）される。
- 3月20日 - カエサルの葬儀が執り行われる。
- 4月初旬 - 遺言状により後継者に指名されたカエサルの大甥のオクタヴィアヌスが、カエサルの遺産を相続するため遊学先のダルマチアからローマに戻る。
- 4月18日か4月21日 - アントニウスと対立していた元老院議員マルクス・トゥッリウス・キケロが、オクタヴィアヌスに接近する。
- 6月 - アントニウスが属州のガリア・ナルボネンシスとガリア・キサルピナに5年間の自治権を与える。
- 9月2日 - 初めてのキケロのアントニウス攻撃演説が行われる。
- 12月 - アントニウスがオクタヴィアヌスとともに、モデナでデキムス・ユニウス・ブルートゥスを包囲攻撃する。
- カエサルの追悼として、記念デナリウス銀貨が製造される。

### エジプト
- 9月2日 - クレオパトラ7世がカエサルとの間の息子のカエサリオンとの共同統治を宣言する。

### ヨーロッパ
- ダキア国王として、コモシクスがブレビスタの跡を継いだ。

## 死去
- 3月15日 - ガイウス・ユリウス・カエサル、共和政ローマの独裁官（* 紀元前100年）
- 7月26日 - プトレマイオス14世、プトレマイオス朝のファラオ（* 紀元前60年/紀元前59年）
- ブレビスタ、ダキア国王（* 紀元前111年頃）
- アンティパトロス(Antipater the Idumaean)、ヘロデ大王の父